# 岡崎愛
岡崎 愛（おかざき あい、1989年5月25日 - ）は、日本のミュージシャン・元子役。東京都出身。

## 来歴・人物
- 子役時代は東京児童劇団[2]に所属していた。
- 1990年代半ば〜2000年代半ばにかけて子役として活躍。
- 2023年現在は、インディーズバンド『キネマドル』のボーカルとして活躍中[3]。

## 出演作品

### テレビドラマ
- 恋人よ To Love You More 第10話（CX, 1995年12月21日）[4]
- 女の怪談（CX, 1996年8月2日）[4]
- ダイヤモンドの罠（ANB, 1996年8月24日）[4]
- 花王・愛の劇場『あした吹く風』（TBS, 1997年4月14日 - 5月30日）- マチコ 役[2]
- フェイス 第2話（KTV, 1997年7月8日）- 沢田 千秋（幼少期）役[4]
- 小児病棟・命の季節 第3話（EX, 1997年7月18日）- 丸山 エミカ 役[2]
- 小京都龍野殺人事件（TBS, 1997年9月1日）[4]
- リング～最終章～（CX, 1999年1月7日 - 3月25日）[4]
- はみだし刑事情熱系 第2シリーズ 最終話（EX, 1999年3月24日）[2]
- 小学校教師・沢木千太郎の事件ノート 第1作（TBS, 2000年7月31日）[4]
- 催眠 第8話（TBS, 2000年8月27日）[4]
- 母子誘拐（NTV, 2000年11月21日）- 吉野 美沙 役[4]
- 共犯（NTV, 2002年2月12日）[4]
- しあわせのシッポ 第9話（TBS, 2002年6月6日）[4]
- 刑務官・一条信一　消えた模範囚（TBS, 2004年10月25日）[4]

### テレビCM
- ミツカン「おむすび山」[2]
- 花王「湯上り爽快バブ」[2]
- ハスブロジャパン[2]
- ハウス「ククレカレー」[2]
- 講談社「たのしい幼稚園」[2]
- マクドナルド[2]
- 日本エアシステム「Rainbow777」[2]
- イトーキ「学習デスク」[2]

### 映画
- スーパースキャンダル（監督: 岡村俊一, 1996年8月26日公開）[2]
- 野獣死すべし（監督: 廣西眞人, 1997年公開）- 伊達 晶子（幼少期）役[2]
- アイ・ラヴ・ユー（監督: 大澤豊・米内山明宏, 1999年11月6日公開）- 水越 愛 役[5]

### 吹き替え
- キリクと魔女

### 舞台
- アニー（1995年）- モリー 役[2]